# You're a Lie
«You're a Lie» es el primer sencillo y cuarta canción del álbum Apocalyptic Love del músico/guitarrista Slash. La letra fue compuesta por el vocalista de Alter Bridge y quién acompaña a Slash en su gira, Myles Kennedy, mientras que la música fue hecha por Slash. Los temas que Myles escribió en el álbum se basan en torno a sus experiencias pasadas con las drogas que las explica en cada canción del disco que se puede escuchar.
You're A Lie forma parte del segundo disco en solitario de Slash, Apocalyptic Love, que salió el 22 de mayo de 2012 a las ventas. El clip fue grabado en abril en los Universal Studios de California por el director Anthony Leonardi III.

## Composición
Este tema fue uno de los primeros presentados por Myles para poder grabarlo. Tenía diferentes riffs y coros al principio hasta que se les ocurrió la idea de dejarlo así como está actualmente.

## Video
El video de la canción salió al aire el 15 de mayo de 2012, en él se muestra a la banda tocando en un lugar determinado y en ocasiones aparece una chica la cual sería la "Mentira" como así dicta la canción y cada vez la chica se comienza a desvanecer más. En el transcurso del video se va mostrando a los Integrantes de la Banda (Slash, Myles, Frank, Todd y Brent) tocando la canción.

## Canciones
| N.º | Título         | Escritor(es)         | Duración |  |
| 1.  | «You're A Lie» | Slash, Myles Kennedy | 3:48     |  |

## Créditos
Slash featuring Myles Kennedy and the Conspirators
- Slash – solista & guitarra rítmicas, talkbox.
- Myles Kennedy – voz
- Frank Sidoris - guitarra rítmica
- Todd Kerns – bajo, coros.
- Brent Fitz – batería

Otros aportes
- Eric Valentine – Productor discográfico, ingeniero, mezcla.

## Posicionamiento en listas
| Lista (2012)                              | Mejor posición |
| ----------------------------------------- | -------------- |
| Canadá (Canadian Hot 100)                 | 80             |
| Canadá (Active Rock Chart)                | 1              |
| Estados Unidos (Mainstream Rock Songs)    | 1              |
| Estados Unidos (Rock Songs)               | 12             |
| Polonia (Polish Singles Chart)            | 48             |
| Reino Unido (The Official Charts Company) | 166            |

### Sucesión en listas
| Anterior: «Burn It Down» de Linkin Park | Mainstream Rock Tracks — Sencillo Nro 1 7 de julio de 2012 — 20 de julio de 2012 | Siguiente: «Still Counting» de Volbeat |